# Bristol Pullman
El Bristol Pullman fue un prototipo de avión de pasajeros británico desarrollado a partir del bombardero pesado triplano Braemar.

## Diseño y desarrollo
El Pullman fue desarrollado como una variante de 14 pasajeros del bombardero Braemar. El tercer prototipo del Braemar se completó como prototipo y único Pullman, y voló por primera vez a principios de mayo de 1920. Se mostró en el Salón Aeronáutico Internacional del Olimpia en julio de ese año, donde se admiraron mucho sus grandes dimensiones y su equipamiento interior. El Pullman fue uno de los primeros aviones británicos en tener una cabina de tripulación completamente cerrada, una característica que desagradaba a los pilotos de servicio, que a menudo llevaban consigo hachas de bombero para poder escapar en caso de emergencia.

## Historia operacional
Finalmente, el Pullman no fue aceptado para uso de escuadrón por la Real Fuerza Aérea, ni fue seleccionado para uso por ningún operador civil. El prototipo fue el único ejemplar del modelo construido o configurado.

## Variantes
Pullman (Type 26)
Variante de pasajeros del bombardero Braemar, propulsado por cuatro motores Liberty L-12, uno construido y volado por primera vez en mayo de 1920, a veces conocido como Pullman 14.
Pullman 40 (Type 33)
Se propuso una variante sobreescalada para 40 pasajeros, que iba a estar propulsada desde una sala de máquinas central, inicialmente con cuatro motores Siddeley Tiger de 373 kW (500 hp) y posteriormente por dos turbinas de vapor de 1119 kW (1500 hp). Se construyó un banco de pruebas más pequeño para probar el concepto de sala de máquinas central, denominado Tramp.

## Operadores
Reino Unido
- Real Fuerza Aérea

## Especificaciones
Referencia datos: Bristol Aircraft since 1910

### Características generales
- Tripulación: Dos (pilotos)
- Capacidad: 14 pasajeros
- Longitud: 16 m (52,5 ft)
- Envergadura: 24,9 m (81,7 ft)
- Altura: 6,1 m (20 ft)
- Superficie alar: 177 m² (1905,3 ft²)
- Peso vacío: 4990 kg (10 998 lb)
- Peso cargado: 8051 kg (17 744,4 lb)
- Planta motriz: 4× motor lineal V12 refrigerado por agua Liberty L-12.
  - Potencia: 300 kW (414 HP; 408 CV) cada uno.
- Hélices: Bipala de paso fijo tractoras (2) y propulsoras (2)

### Rendimiento
- Velocidad máxima operativa (Vno): 217 km/h (135 MPH; 117 kt)
- Alcance: 1600 km (864 nmi; 994 mi)
- Techo de vuelo: 4600 m (15 092 ft)

## Aeronaves relacionadas

### Desarrollos relacionados
- Bristol Braemar
- Bristol Tramp

### Secuencias de designación
- Secuencia Numérica (interna de Bristol): ← 23 - 24 - 25 - 26 - 27 - 28 - 29 - 30 - 31 - 32 - 33 - 36 - 37 - 42 →